# کانال وینچستر (اوهایو)
کانال وینچستر (به انگلیسی: Canal Winchester) یک شهر در ایالات متحده آمریکا است که در اوهایو واقع شده‌است. کانال وینچستر ۱۹٫۷۱ کیلومتر مربع مساحت و ۷٬۱۰۱ نفر جمعیت دارد و ۲۳۳ متر بالاتر از سطح دریا قرار دارد.